# Coleophora moronella
Coleophora moronella é uma espécie de mariposa do gênero Coleophora pertencente à família Coleophoridae.